# رن یاماموتو (بازیکن فوتبال، زاده ۱۹۹۹)
رن یاماموتو (ژاپنی: 山本 廉؛ زادهٔ ۸ مهٔ ۱۹۹۹) یک بازیکن فوتبال اهل ژاپن است.
از باشگاه‌هایی که در آن بازی کرده‌است می‌توان به باشگاه فوتبال توچیگی اشاره کرد.